# Glenea minerva
Glenea minerva är en skalbaggsart som beskrevs av Aurivillius 1922. Glenea minerva ingår i släktet Glenea och familjen långhorningar.
Artens utbredningsområde är Filippinerna. Inga underarter finns listade i Catalogue of Life.